# Interleukina 30
Interleukina 30, IL-30 – podjednostka p28 interleukiny 27. Jest to cząsteczka długołańcuchowa z 4 helisami. Istnieje w niej łańcuch nazwany łańcuchem Epsteina-Barr. Jest strukturalnie podobna do interleukiny 6.